# 'Til Death Do Us Unite
'Til Death Do Us Unite è l'ottavo album del gruppo thrash metal tedesco Sodom, pubblicato nel 1997 dalla Steamhammer Records.

## Tracce
1. Frozen Screams – 2:56
2. Fuck the Police – 3:27
3. Gisela – 2:39
4. That's What an Unknown Killer Diarized – 4:42
5. Hanging Judge – 2:46
6. No Way Out – 2:47
7. Polytoximaniac – 2:27
8. 'Til Death Do Us Unite – 5:12
9. Hazy Shade of Winter – 1:59
10. Suicidal Justice – 2:47
11. Wander in the Valley – 3:51
12. Sow the Seeds of Discord – 2:30
13. Master of Disguise – 3:03
14. Schwerter Zu Pflugscharen – 4:01
15. Hey, Hey, Hey Rock'n Roll Star – 4:18

## Formazione
- Tom Angelripper - voce, basso
- Bernemann - chitarra
- Bobby Schottkowski - batteria